# 女子挺身隊

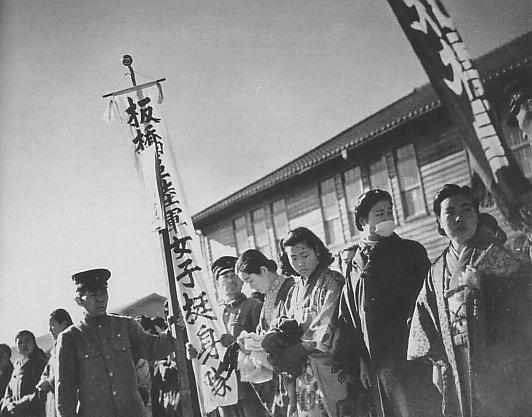
女子挺身隊

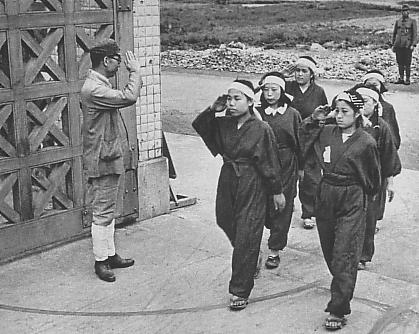
敬礼して工場に入る女子挺身隊

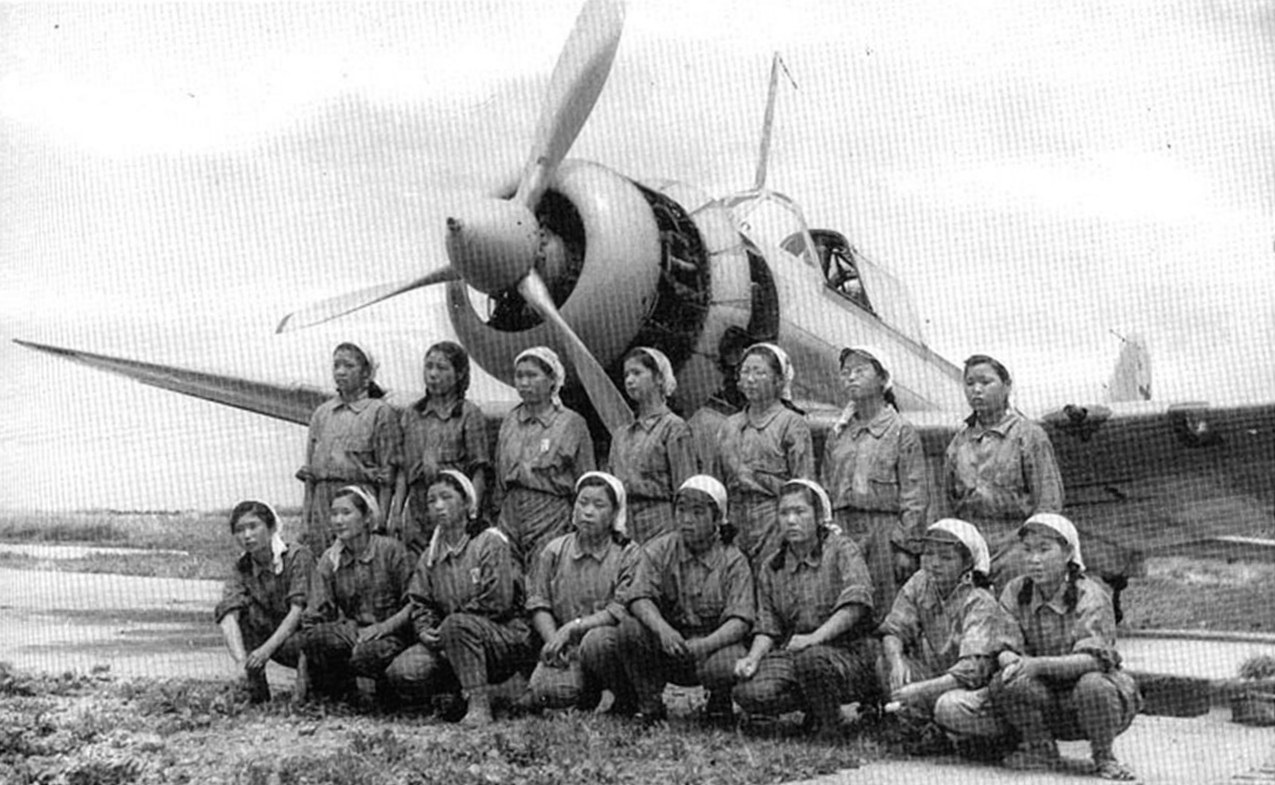
銚子陸軍飛行場（下志津陸軍飛行学校銚子分教場）に動員され九九式軍偵察機と記念撮影を行う女子挺身隊。なお、1945年には同地における女子挺身隊の働きと陸軍将校との交流を描いた映画『乙女のゐる基地』（佐々木康）が制作・公開されている

女子挺身隊（じょしていしんたい、旧字体：女子挺󠄀身隊󠄁、英語: Women's Volunteer Corps）は、大日本帝国が第二次世界大戦中に創設した勤労奉仕団体のひとつで、主に未婚女性によって構成されていた。学徒勤労動員の女性版。戦時日本の労働力が逼迫する中で、強制的に職場を配置換えする国家総動員法下の国民総動員体制の補助として行われ、工場などでの勤労労働および農業に従事した。1944年8月の女子挺身勤労令によって12歳〜40歳の内地（日本）の女性が動員された。日本統治下の朝鮮の女性への適用は検討されたが、適用されることはなかった。1945年の国民勤労動員令によって女子挺身隊は国民義勇隊として改組され、消滅した。

## 名称
女子挺身隊は女子勤労挺身隊、略して挺身隊ともいう。日本統治下の朝鮮での官斡旋の募集による挺身隊は朝鮮女子勤勞挺身隊（ko:조선여자근로정신대）または半島女子勤労挺身隊とも呼ばれた。

### 「挺身隊」という表現
挺身という言葉は「自ら進み出ること、自分の身を投げ出して物事をすること」を指し、挺身隊とは「任務を遂行するために身を投げうって物事をする組織」のことである。この挺身隊という表現の使用例としては、
- 1922年4月23日-5月11日の大阪時事新報で連載された「人物伝記張作霖（六）」で「日本軍の別働隊となり、蒙古の地域に進出して、我挺身隊を助けた功労は少くなかった」[6]。
- 1933年8.13-9.3の大阪朝日新聞「報道権本社独占熱河探検記」では「さながら学術の挺身隊が科学の…」という表現[7]
- 同年11.28-12.7の大阪時事新報記事「誂え向の大連 一衣帯水の北支へ― 条件すべて“O・K” ジャンク貿易」では「貿易『挺身隊』なる面目」「海の挺身隊」という表現[8]
- 1933年（昭和8年）内務省警保局の資料では「救国埼玉青年挺身隊事件」という用例[9]
- 1935年（昭和10年）2月26日の神戸新聞では「ボルネオの処女密林めざし伐材挺身隊出発」記事が掲載[10]、1941年5月30日大阪毎日新聞には「農業報国挺身隊」[11]
- これらのほか「独挺身隊米本土に潜入」としてドイツの「挺身隊」という表現もあった[12]。

尹明淑は「挺身隊という用語は、男女の区別なく用いられ、特定団体を示す語ではなかった。」としている。朝鮮での「挺身隊」の初出は毎日新報1940年11月13日の農村挺身隊結成記事とされる。このほか婦人農業挺身隊、医師や看護婦を対象にした仁術報国挺身隊、漁業挺身隊、文化、商工、報道、運輸、金融、産業などの32団体で結成された半島功報挺身隊など様々な動員に対する呼称表現が使用されていた。朝鮮（韓国）では、未婚女性を挺身隊として勤労動員することは、「処女供出」とも呼ばれた。尹明淑によれば朝鮮語の「処女」とは未婚女性や若い女性を指す総称であるという
こうした「挺身隊」という表現を女性を対象とした動員に正式に適用された「女子挺身隊」が日本内地で結成されたのは1944年8月の女子挺身勤労令においてである。それ以前には1941年の国民勤労報国協力令で「勤労報国隊」が結成され、1943年9月13日の次官会議「女子勤労動員ノ促進ニ関スル件」において「女子勤労挺身隊」が自主的に結成されるようになった。
朝鮮では官斡旋による募集はあったが、女子挺身勤労令が正式に発令されることはなかった。

### 挺身隊と慰安婦
日本統治下の朝鮮では「挺身隊になると慰安婦にされる」という噂
が広まっていた。また韓国では朝鮮戦争時の韓国軍慰安婦を「挺身隊」と呼んだ。
さらに1960年代の朴慶植『朝鮮人強制連行の記録』や塩田庄兵衛などの著作をはじめ、日本や韓国で挺身隊を「慰安婦」と同一視し、混同することが繰り返された。韓国では慰安婦を挺身隊と呼ぶことが一般に定着している。

## 背景
女性の戦時動員

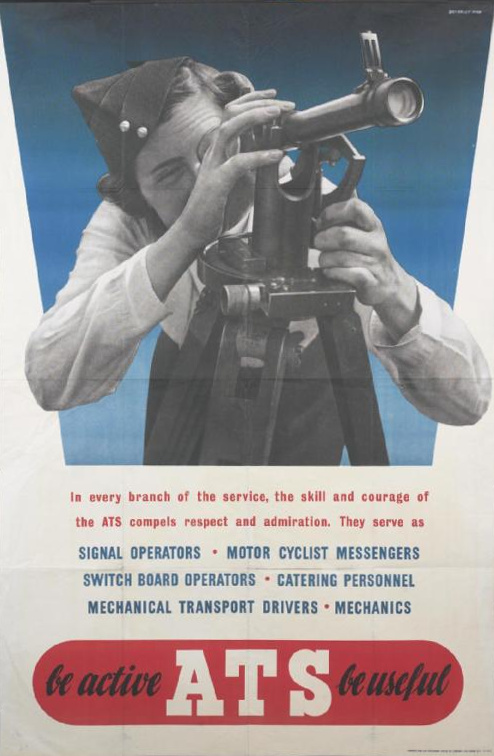
女性部隊だったイギリス陸軍補助地方義勇軍(ATS)のポスター

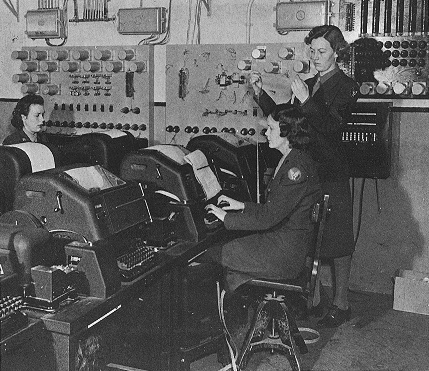
テレタイプ端末を操作するアメリカ合衆国婦人陸軍部隊(WAC)

第一次世界大戦では資源、人員が大量に消費されるようになり、第二次世界大戦では国家のすべての人的・物的資源を政府が統制運用できる国家総力戦が本格的に各国で展開した。国家総力戦となった第二次世界大戦において、アメリカ・イギリスなどの連合国は日本に先んじて既に女性を軍需工場などに動員していた。日本も戦局の悪化で徴兵が拡大して男性労働力が不足すると女性の労働力を無視できなくなり、昭和18年10月6日の『写真週報』では連合国の女性勤労写真を引用して「敵アメリカの女さへこんなに動員されている」と紹介するまでに至った。
また、女性は後方支援だけでなく、兵士として前線に立つ場合もあった。イギリスでは、第一次世界大戦時の1917年に志願陸軍婦人部隊 (Women’s Army Auxiliary Corps,WAAC)が、1918年には王立婦人空軍が編制された。1938年にはイギリス軍予備役の国防義勇軍や婦人軍(Women's Legion)などに所属していた女性兵士を集合して新たに補助地方義勇軍(Auxiliary Territorial Service, ATS)として設立し、飛翔体計測装置・射撃管制装置で計測を行い、高射砲による防空任務にあたった。当時10代後半であったイギリス王族のエリザベス2世（現イギリス連邦王国女王）は女性兵士として補助地方義勇軍}に入隊し軍車両の整備などイギリス軍の後方支援を行っている。1939年には婦人補助空軍（Women's Auxiliary Air Force,WAAF）が組織された。戦後1949年に王立婦人陸軍(〜1992年)、王立婦人空軍(〜1994年)が編制された。
アメリカ合衆国でも1942年に婦人陸軍部隊（Women's Army Corps, WAC）や海軍婦人義勇部隊(Women’s Accepted for Volunteer Emergency Service、WAVES)などが編制された。
このほか、ロシアでも第一次世界大戦時には婦人志願兵の募集が組織的に行われた。ソ連でも第46親衛夜間爆撃航空連隊が女性空軍部隊として活躍した。ドイツ、デンマーク、ノルウェー、フィンランドなどでも女性兵の活躍があった。
中国では1911年の辛亥革命の際に、女子北伐敢死隊などの女子軍が組織され、1926年からは武漢中央軍事政治学校で女生隊が組織された。

## 沿革
日本で戦時動員は1938年に国家総動員法が制定されてから本格的にはじまった。1939年（昭和14年）7月、国民徴用令施行。7月4日に閣議決定された「昭和十四年度労務動員実施計画綱領」では「女子無業者」や新規小学校卒業者、移住朝鮮人（在日朝鮮人）などを「給源」と書かれた。

### 勤労報国隊の結成
1941年（昭和16年）9月の「昭和十六年度労務動員実施計画ニ関スル件」では、未婚女子の動員を強化すると定められた。11月22日に公布された国民勤労報国協力令では14-40歳の男子以外に、14歳以上25歳未満の独身女性を対象とした勤労報国隊が編成され、原則年間30日の奉仕が要求された。太平洋戦争開戦後、国民徴用令が実施されたが、女性への適用は見送られた。

### 女子勤労挺身隊の結成
1943年(昭和18年)6月、国民勤労報国協力令が改正されると勤労報国隊は常時組織化され、無職の未婚女子に対して3-6ヶ月の勤労奉仕を要求した（強制力なし）。7月には厚生省や大政翼賛会中央協力会議では女子徴用論がおこったが、実現はされなかった。
9月13日、次官会議「女子勤労動員ノ促進ニ関スル件」において14歳以上の未婚者女性を動員の対象とし、女子勤労挺身隊が自主的に結成されるようになった。航空工場・政府作業庁・男子の就業が制限されている分野（たとえば、保母（現・保育士）や看護婦（現・看護師））などで女性の就業拡大を図った。新規女学校卒業者は同窓会単位、その他の女性は部落会、婦人会単位で工場に出動させるもので、これは「徴用＝強制によらずに女子勤労挺身隊の名で自主的な女子の動員」が図られたものであった。
10月6日、厚生省は「無業の一般女子はなるべく挺身隊に出動すること」を地方長官宛に要請した。
10月中旬、女子学習院同窓生が「常盤会勤労挺身隊」を結成し、最初の女子勤労挺身隊が結成された。最初に動員されたのは山脇高女卒業生挺身隊であり小西六(コニカ)に入社した。大阪では11月30日に挺身隊が動員された。
朝鮮でも総督府機関紙毎日新報が「有閑女子積極動員」などと報道するようになり、内地とおなじく女学校出身者のうち家事従事者を「実業方面」へ動員することなどが考えられていると報じられた。
11月24日、厚生省は学校単位で女子勤労挺身隊が結成させると発表した。
1944年1月23日、東條英機首相は「余裕のある女性の勤労逃れは許されない」と発言するとともに「女性の徴用を行わない」と発言した。写真週報2月23日号では東條発言を引用して「その信頼と親心にあなた方は背いてはならない」と説明された
朝鮮総督府は1943年12月には労務課を設置し、「女子も決戦態勢で増産戦士として工場で働かせる」方針を決定し、1944年(昭和19年)1月17日、京城府龍山で女子挺身隊または「特別女子青年挺身隊」が結成されたが、これは勤労挺身隊ではなかったとされる。
1944年(昭和19年)2月、国民職業能力申告令の改正によって12歳以上が労働力とみなされるようになる。当時の義務教育は初等教育の小学6年までで、その後の就職はよくあることであった。
1944年3月18日、閣議は女子挺身隊制度強化方策要綱を決定し、校長や女子青年団長、婦人会長によって挺身隊結成を強化することが確認された。労働省は「必要に応じ挺身隊組織により必要業務に協力すべきことを命じ得ることとした。
1944年3月20日、朝鮮で平壌女子勤労挺身隊が軍需工場に2ヶ月間の期間限定で出動した。なお、朝鮮ではそれまでも、官斡旋の「女子（勤勞）挺身隊」が徴募されている。
1944年4月 には、朝鮮の慶尚南道隊100名が初めて日本（内地）に派遣され、静岡の東麻沼津工場に出動した。
1944年8月8日、内地に限定されていた国民徴用令が免除されていた外地の朝鮮の男子にも適用するとする「半島人労務者ノ移入ニ関スル件」の閣議決定がなされた。

### 女子挺身勤労令発令
1944年8月22日、日本内地において12歳から40歳までの日本人未婚女子を対象に軍需工場などへ強制動員する勅令第519号「女子挺身勤労令」が公布され、即日施行された。学徒動員令も同時施行された（中等学校二年以上）。この法令によって12歳から40歳までの女性によってなる女子挺身隊は、勤労奉仕(雇用関係無し)から集団就職(雇用関係有り)という形に移行し、健康保険法や厚生年金保険法などの法定扶助を受けることができることとなった。写真週報1944年9月13日号には「これまで上流階級に多いなどといわれていたいわゆる挺身隊のがれ」を「一掃」すると書かれ、さらに「適格者と認めた者に挺身勤労令書を交付する。これは男子の徴用令書と同様であり」、出動しない者があれば就業命令が発動され、違反した場合は国家総動員法によって1年以下の懲役また千円以下の罰金が処せられると書かれ、これは初めての罰則規定であった。
1944年8月26、27日の毎日新報では女子挺身勤労令が朝鮮でも実施されると報道された。
朝鮮では1944年9月に国民徴用令が女子を除いて施行されたが、1944年10月に朝鮮総督府が「国民徴用の解説」で女子挺身勤労令を発動しないと答弁し、朝鮮で女子挺身勤労令が発令されることはなかった。
1945年3月には同令が国民勤労動員令によって吸収され、女子挺身隊も国民義勇隊として改組された。

## 朝鮮における官斡旋の挺身隊

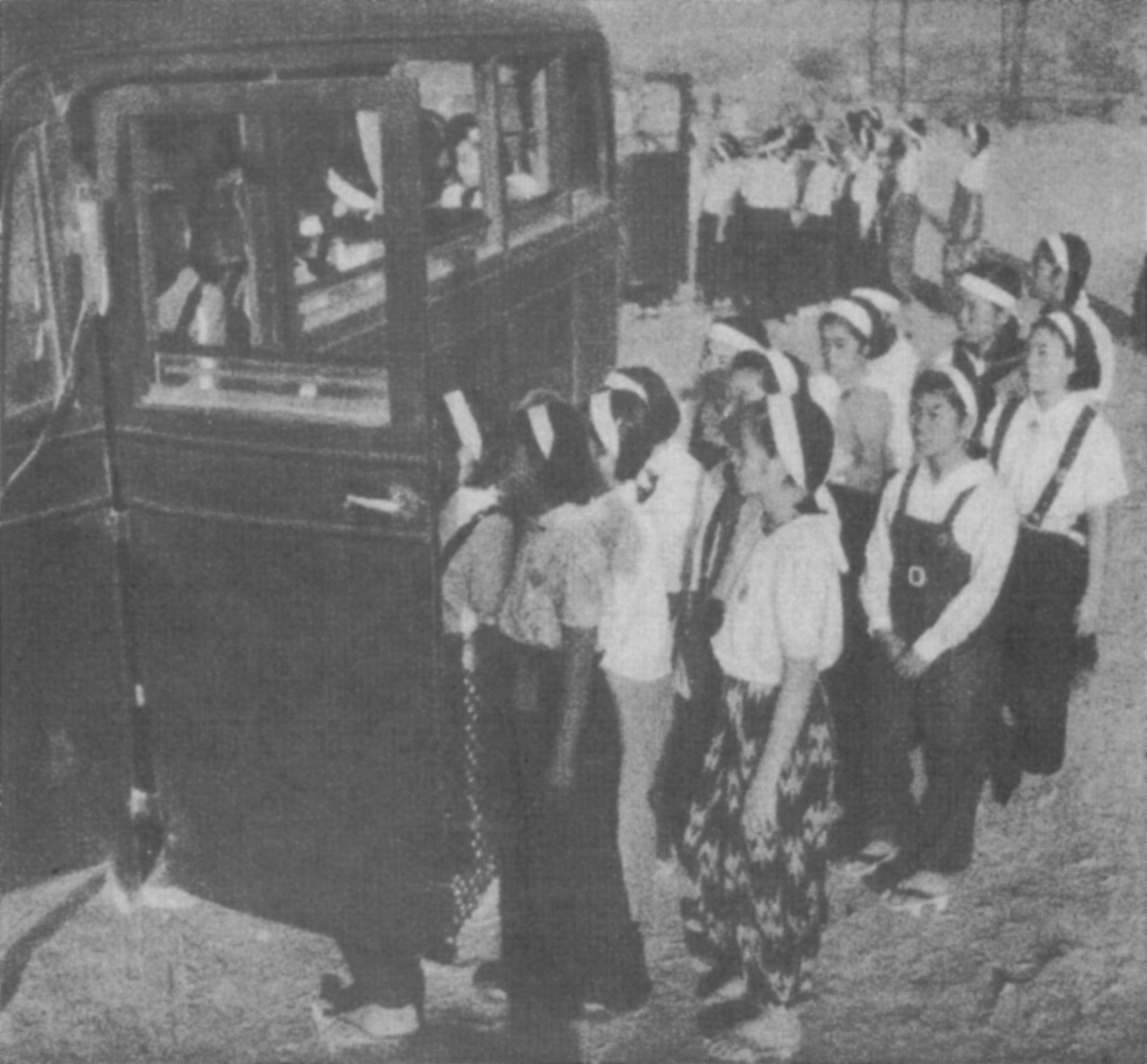
寮から鎮海第五十一海軍航空廠へ出勤する女子挺身隊員

1939年7月に内地で男性のみに適用された国民徴用令が施行されたが、外地の朝鮮においてはずっと後の1944年8月に施行された。また、同じ1944年8月、12歳から40歳までの未婚女子の日本人女性を工場などへ動員する女子挺身勤労令が出されたが、朝鮮総督府は朝鮮は除外すると言明した。こうして、朝鮮では、朝鮮人女子に対して女子挺身勤労令は発令適用されなかった。当時、内務省や朝鮮総督府は朝鮮人の徴用忌避に気を使っていて、また朝鮮女性の労働力登記も極小であった。
しかし、強制性のない官斡旋の女子挺身隊は内地の工場に向かった。1944年6月頃から日本の富山の不二越工場に1090人（そのうち約420人は1945年7月に朝鮮の沙里工場へ移動）、名古屋の三菱航空機道徳工場へ約300人、東京麻糸紡績沼津工場へ約100人が学校の教師に引率されて派遣された（終戦直後に帰国）。
- 1944年10月、朝鮮総督府鉱工局労務課が作成した『国民徴用の解説』には、一問一答の形式で、「女子の徴用は実施されますか」との問いに「今後においても女子を動員する場合、女子挺身勤労命発動によるという考えは今の所持っておりません。今まで朝鮮の女子挺身隊は、みな官の指導斡旋によるもので、内地の（略）立派な施設の整った飛行機工場等に出しております。今後ともこの官の指導斡旋を建前とする心算（心づもり）」と答えている。

### 派遣場所
朝鮮人女子挺身隊の派遣場所は、これまでの学籍簿や現地工場などの文書による確実な記録では富山の不二越工場、名古屋の三菱航空機道徳工場、東京麻糸紡績沼津工場の3ヶ所である。
このほか証言では、和歌山県、福岡県八幡、三菱重工業長崎造船所、相模海軍工廠に派遣されたというが、詳しいことは不明。

#### 東京麻糸紡績沼津工場
1944年4月には、朝鮮の慶尚南道隊100名が初めて日本（内地）に派遣され、静岡の東京麻糸紡績沼津工場に出動した。この女子勤労挺身隊は学校の教師に引率されて派遣され、終戦直後に帰国している
1945年7月に工場が空襲で被災すると富士紡小山工場(静岡県駿東郡)に半島女子勤労挺身隊334人は移動した。戦後9月30日、隊員含む246人が朝鮮に帰国した。
1992年の釜山従軍慰安婦・女子勤労挺身隊公式謝罪等請求訴訟（最高裁棄却）では原告3人が東京麻糸紡績沼津工場に派遣された女子勤労挺身隊だった。1997年にはじまった東京麻糸紡績沼津工場朝鮮人女子勤労挺身隊公式謝罪等請求訴訟(東麻裁判)では判決で事実認定はなされなかった（最高裁棄却）。
そのほか、当時隊員だった金文善はインタビューで東京麻糸紡績の求人に応募した動機について次のように述べている。
金文善は合格者は250人くらいで、沼津工場での労働は過酷であったという。また東麻裁判に対しては、原告が「働きながら学ばせる、休暇もとらせるといった事前の契約内容が守られなかった」と主張しているが、土日は休みだったし、会社の中で、夜、勉強もしたと証言している。

#### 富山不二越工場

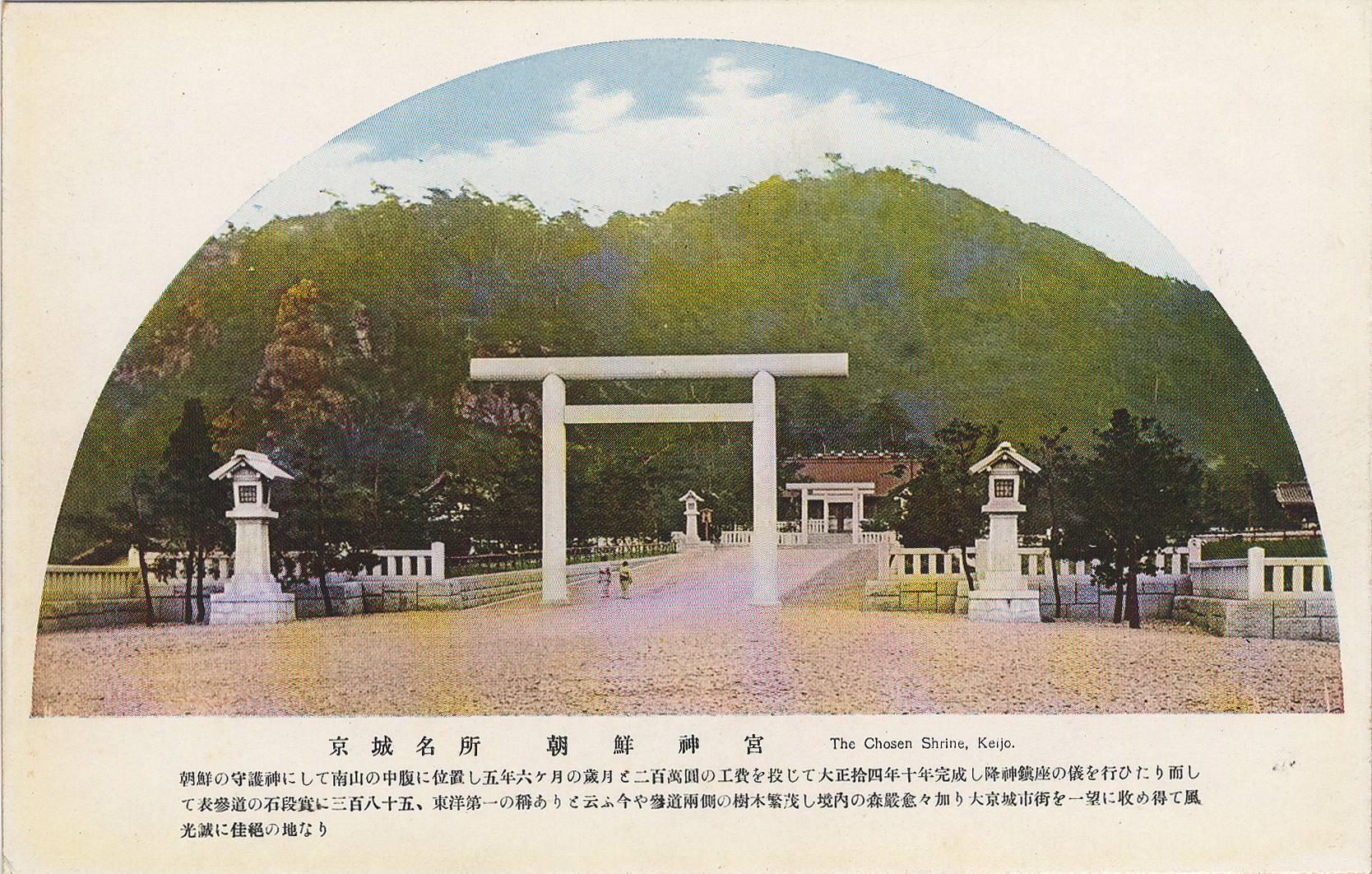
京城隊・仁川隊が参拝した朝鮮神宮(京畿道京城府南山)

富山県の不二越工場には1943年に仁川の報国隊が派遣され、1944年5月には慶尚北道隊70〜100人の半島女子挺身隊が到着した。6月8日には慶尚南道隊100人が到着した。1944年6月頃からは概数1090人（そのうち約420人は1945年7月に朝鮮の沙里工場へ移動）し、終戦直後に帰国している。
京城府での応募は毎日新報を通じて募集され、応募資格は国民学校の卒業生で年齢17〜20歳、契約は2年で、「これは決して徴用ではなく、国を愛する真心からすすんで志願」することが望むと紙面で書かれた。また、京城府の女子中学校や国民学校の校長が集められ、挺身隊への希望者を募った。例えば徳寿国民学校高等科2年生では、クラスごとに6〜15人が選抜された。芳山国民学校教師の証言によれば、生徒たちは全員が「いく、いく」と手を挙げるが、帰宅すると親に反対されたため、選抜されたのは5人にとどまったという。募集は教会でも行われ、東大門の監理教会から17歳の貧しい農家の女子が2人派遣された。6月27日の京城府選考会では150人が選出された。仁川では50人が選出された。
1944年7月2日、京城隊・仁川隊壮行会が行われ、終了後、隊員たちは朝鮮神宮に参拝した。7月6日には京畿道隊、仁川隊が富山に到着した。
1945年1月24日毎日新報の広告では「来れ、職場は女性を呼ぶ　女子挺身隊を募る」とあり、13歳以上21歳までの女性が募集された。3月2日には全羅北道隊100人、そのなかには全州相生国民学校5-6年生10人など含まれ、さらに開城以南の650人が不二越へ到着した。
1945年2月24日には、京城府、仁川府、開城府からなる京畿道中隊150人が出動した。
第一陣から第四陣までの動員数は「不二越五十年史」では1090人とある。また「富山県警察氏」下巻には県内の朝鮮女性は2800人と記載されている。
1945年7月の富山空襲で朝鮮人挺身隊からも被害者が出た。8月以降、隊員は分散して帰国したが、全羅北道隊の一員の証言では8ヶ月分の賃金として170円が支払われたという。

#### 名古屋三菱航空機道徳工場
名古屋の三菱航空機道徳工場へは1944年6月15日、全羅南道隊150人、大江工場に忠清南道150人の半島女子勤労挺身隊が動員された。光州の金福礼は隣組の組長に「勤めながら勉強したらどうか」といわれて入隊している。羅州国民学校6年生ではクラス全員が募集に挙手し、9人が選出された。しかし、同年12月7日に紀伊半島東部で起きた東南海地震によって全羅南道隊6人が死亡した。
名古屋三菱・朝鮮女子勤労挺身隊訴訟の訴状では、日本語の上手な低年齢世代が内地に行くことが多かったが、工場では夜学の夢が破れ、軍隊式のひどい扱いを受けたという不満を語る人もいる。

## 統計
日本内地の女子挺身隊
1944年2月末までに日本全国で女子挺身隊は16万にのぼった。
1944年5月の内地で実施された女子挺身隊の結成率は7%で、結成率があまりにも低かったため、1944年8月の女子挺身勤労令で挺身隊は強制動員になった。
1944年以降12歳以上の生徒や学生約300万人が動員、10歳以上の児童、青年学校および中等学校の学徒500万人であった。（1940年当時の日本の人口は7,000 - 7,500万）
1945年6月、海軍部隊の全滅した沖縄に居た沖縄方面根拠地隊司令官大田実が宛てた多田武雄海軍次官宛の訣別電文に、「若い女性は率先して軍に身を捧げ、看護婦や炊事婦はもちろん、砲弾運び、挺身斬り込み隊にすら申し出る者までいる」との内容がある。これを見た沖縄出身の漢那憲和は、肩を震わせて嗚咽を堪えた。
朝鮮女子挺身隊
日本内地へ動員された朝鮮人女子挺身隊の総数について、歴史学者でアジア女性基金運営審議会委員長の高崎宗司は、多く見積もっても4000名としている。日本内地の終戦時の動員数は47万2573人であり、日本の内地と朝鮮半島の人口の違いを考慮しても比べ物にならないほど少なく、これは半島での動員の難しさを示すのではないかとしている。
歴史学者の秦郁彦は内務省管理局「昭和19年度内地樺太南洋移入朝鮮人労務者供出割当数調」などに依って約1万人と推計している。
朝日新聞社編『女たちの太平洋戦争2』(朝日文庫,p120)では「朝鮮女子挺身隊は、ざっと20万人」が動員されたと書かれているが、根拠は明確ではない。

## 朝鮮での「挺身隊」と「慰安婦」の混同
「女子挺身隊」は工場などでの勤労労働に従事する女性を、慰安婦は戦地等での公娼・売春婦を意味し、それぞれまったく異なるものであるが、当時の朝鮮では「挺身隊に参加すると慰安婦にされる」というデマ・うわさが流布していた。
また第二次世界大戦後も韓国では女子挺身隊を「慰安婦」と同一視する混同がなされてきた。
ただし、1960年代までは、その噂を事実と認める韓国の研究者はいなかった。

### 戦時中の流言(デマ)
朝鮮半島の女子については、国民徴用令も女子挺身勤労令も、日本内地における場合と異なり発動されなかったが、斡旋や募集によって挺身隊が日本内地へ向かった事例もあったため、朝鮮の社会では挺身隊と慰安婦が混同され、「挺身隊に動員されると慰安婦にされる」との流言・デマ・うわさが流布し、パニック的動揺が生まれた。
日中戦争後の流言蜚語
日中戦争後に「官憲が戦争のために未婚女性の体を犠牲にしている」という流言が流布していた。尹明淑は、宮田節子『朝鮮民衆と「皇民化」政策』(未来社、1985年)を参照して、次のように述べている。
朝鮮総督府官制改正に関する説明文書
1944年6月27日付の朝鮮総督府官制改正に関する内務省の閣議用説明文書でも次のように流言について書かれている。
ここでは「未婚女子の徴用は必至にして、中には此等を慰安婦となすが如き荒唐無稽なる流言 (未婚の女性は必ず徴用で慰安婦にされるという荒唐無稽なる流言)」が拡散しているという記述があり、戦前から徴用(勤労報国隊、女子挺身隊)と慰安婦「混同」されていた様子がうかがえる。
秦郁彦は「『悪質なる流言』という表現がくり返し出てくるところから、総督府では単なるデマではなく、一種の反日謀略ではないかと疑っていた」と指摘している。
高崎宗司は
としたあとで、
として、この朝鮮総督府官制改正に関する説明文書を事例として提示している。
流言の原因
デマ、流言の原因としては次のような見方がある。
- 徴用のがれ（挺身隊のがれ）

日本でも就職する事によって徴用を逃れようとしたものがいたが、朝鮮でも「挺身隊のがれ」のために早婚することが氾濫したり、就職する女性が増え、朝鮮の未婚女性や親は娘に学校を中退させたり、結婚することで徴用を逃れようとした。例えば、韓国で挺身隊＝慰安婦という認識を広めた韓国挺身隊問題対策協議会初代代表の尹貞玉（1925年生）も父親の忠告に従って1943年4月に入学したのを同年9月に退学している。また、当時の朝鮮では未婚女子の徴用を「処女供出」とも呼び、これを避けるために娘を隠すなどした。
- 教師による指名勧誘

尹明淑は、労働力として国民登録する朝鮮の女子はあまりに少なかったため学校教師による勧誘が進められたが、内地に動員されたことが多かったためデマの元になったとしている。実際、官斡旋による女子挺身隊動員は小学校や女学校の教師が指名勧誘する事例が多かった。
- 独立主義者による謀略

日本政府は挺身隊を慰安婦と混同する「荒唐無稽で悪質な流言」(デマ)を民族主義者による反日謀略とみなしていた可能性も指摘されている。
- 人身売買との関連

元慰安婦の証言からは「女子挺身隊」は人身売買詐欺の名目に使われている。

### 戦後
「挺身隊」を「慰安婦」の意味で使う事例は戦時中のデマだけでなく、現在でも韓国では女子勤労挺身隊を「慰安婦」と同一視する混同がなされている。日本では戦後になって、挺身隊名目で慰安婦にさせられたとする記述が多く見られる。
挺身隊と呼ばれた韓国軍慰安婦
朝鮮戦争時の韓国では、国連軍相手の韓国軍慰安婦が韓国警察や韓国公務員により「挺身隊（정신대）・国連挺身隊」」とも呼ばれていた。

#### 1960年代
京都大学文学部国史研究室編『日本近代史辞典』
家永三郎やそのほかの編集委員によるこの辞典では、「慰安婦」という言葉こそ使われていないが挺身隊と戦地における売春婦を結びつけた記述がある。
宋建鍋
歴史学者の宋建鍋は韓国の『京郷新聞』（1963年8月14日）に掲載された「光復前夜日帝の発悪」と題した記事で「挺身隊＝俗に処女供出とも言った。年頃の乙女たちを戦場に連行し、慰安婦にした」「どれほど多くの韓国の乙女が連行され、その後どうなったのか、知る人はいない」と記した。
朴慶植『朝鮮人強制連行の記録』
在日朝鮮人の朴慶植は1965年5月に刊行した著書『朝鮮人強制連行の記録』で次のように書いた。
日本読書新聞「ドキュメント 朝鮮人」
1963年9月23日から日本読書新聞で連載「ドキュメント 朝鮮人」が開始した。この連載は増補加筆の上、1965年6月に藤島宇内監修・日本読書新聞編『ドキュメント　朝鮮人　日本現代史の暗い影』（日本読書新聞出版部）として刊行された。
塩田庄兵衛
朝日ジャーナル1965年9月12日号の塩田庄兵衛「“奪われた”ひとびと・戦時下の朝鮮人」でも朴慶植を典拠に同内容が記載された。
この記事は1971年にジョン・ハンター・ボイルが"A 'Ravaged' People: The Koreans in World War II"として英訳し、さらに1972年に刊行した"China and Japan at War, 1937-1945: The Politics of Collaboration"（スタンフォード大学出版会）でも典拠とされた。その後もこの塩田記事はジョン・ダワーの"Japanese History & Culture from Ancient to Modern Times:Seven Basic Bibliographies"(1986年)やピーター・リバーマン（Peter Liberman）の"Does Conquest Pay?"(1998年、プリンストン大学出版局)でも典拠とされた。
韓国合同通信社 Korea Annual 1966
1966年に合同通信社（現・聯合ニュース）が発行した英文年鑑には次のような記載がある（翌年の年鑑でも同じ内容）。
家永三郎
家永三郎は1968年の『太平洋戦争』初版において、朴慶植(1965)を唯一の典拠として慰安婦について記述した。『太平洋戦争』は1978年に英訳された（The Pacific War, Pantheon Books, 1978.）。
金廷漢
1969年、韓国の『月刊文学』8月号で発表された金廷漢の短編小説『修羅道』では、挺身隊に徴用された女子は慰安婦にされているという設定。主人公カヤ夫人の小間使いオギに赤紙が届き、連行されそうになる。この作品は第6回韓国文学賞を受賞した。

#### 1970年代
千田夏光
千田夏光は著書『従軍慰安婦』（1973年）において、以下のように記述した。
千田夏光のこの記載について、この著書に先立つ1970年8月14日の韓国の『ソウル新聞』の、「1943年から1945年まで、挺身隊に動員された日・韓の2つの国の女性は全部でおよそ20万人。そのうち韓国女性は5〜7万人と推算されている」という報道を誤読していることが指摘されている。ただし、このソウル新聞の推算の根拠は不明のままである。
「従軍」という言葉を付けたタイトル本を出し「従軍慰安婦」という新語はここから始まった。
金大商
1975年の金大商「日帝下強制人力収奪史」（韓国）では数万の朝鮮女性が女子勤労挺身隊として動員され、このなかの相当数が慰安婦とされたとした。
金一勉の「処女・少女の強制連行」論
在日朝鮮人作家の金一勉は1976年の著書『天皇の軍隊と朝鮮人慰安婦』（三一書房）で慰安婦について
と記しており、このような「日本帝國」による「国家的大詐欺行為」によって集められた「処女」は推定20万人であったと主張している。
この金の本はクマラスワミ報告書における事実認定のほぼすべての出典として提示されているジョージ・ヒックスの著作『性奴隷』でも参照されており、歴史的事実の根拠として提示されている。

#### 1980年代
ジャネット・ハンター
日本経済史を専攻するジャネット・ハンターが1984年に米国で出版した日本近代史の辞典には、女子挺身隊を売春と結びつけた記載がある。
宮田節子
千田夏光の著書をもとに朝鮮近代史研究者の宮田節子は、「朝鮮を知る事典」（平凡社、1986年初版）において同じように記述。のちに宮田は「慰安婦の研究者は見あたらず、既刊の文献を引用するほかなかった」と釈明している。

#### 1990年代
尹貞玉
1990年1月4日から24日にかけて韓国ハンギョレ新聞で尹貞玉梨花女子大学教授が「“挺身隊”怨念の足跡取材記」と連載し、慰安婦を挺身隊と書いた。尹貞玉は同年11月に韓国挺身隊問題対策協議会を結成した。
朝日新聞
1991年から1992年にかけて朝日新聞は朝鮮半島出身の慰安婦について「女子挺身隊・挺身隊」の名で強制連行したと以下のように両者を混同して報道した。
2014年8月5日、朝日新聞はこの件について「当時は慰安婦問題に関する研究が進んでおらず、記者が参考にした資料などにも慰安婦と挺身隊の混同がみられた」とし、記者が資料の誤用をして報道してしまったことを説明した。元朝日新聞記者植村隆は当時は慰安婦を挺身隊とすることが時代状況だったとしている。
本岡昭次（日本社会党議員）

1991年4月1日の第120回国会参議院予算委員会では日本社会党議員本岡昭次が「女子挺身隊に朝鮮人女子挺身隊というふうなものがありましたか」という質問に対して政府委員若林之矩は
と答弁した。

本岡議員はさらに
と発言しており、日本でも韓国と同様の挺身隊を慰安婦とする混同・同一視がみられた。
伊藤孝司
フォトジャーナリスト伊藤孝司は岩波書店の世界1991年8月号で「軍需工場に動員された朝鮮人少女たち」で「二十万人もの若い朝鮮人少女たちが女子挺身隊として動員された。軍需工場などへの勤労動員だけでなく、その中の八万人近くが従軍慰安婦にされた」と書いた。
東亜日報・朝鮮日報の小学生挺身隊＝慰安婦報道
1992年1月の宮沢主張の訪韓時に韓国の新聞は「小学生までが挺身隊にされ、慰安婦にされた」と、あたかも女子小学生が慰安婦にされたかのような報道を繰り返した。東亜日報は1992年1月14日に「挺身隊、小学生まで引っ張っていった」、朝鮮日報は同1月15日に「日本、小学生も挺身隊に徴発」との見だしで報道した。東亜日報は1月15日の社説「十二歳の挺身隊員」では次のように主張した。
東亜日報は1月16日に12、13歳前後の少女らが「勤労挺身隊」として連行され、一部は従軍慰安婦と差し出され、15歳以上の少女も慰安婦として連行されていったと報じ、さらに1月17日に全羅北道女子勤労挺身隊の帰国時の写真を動員時のものと間違えて「悲劇的運命も知らないまま微笑し」ていると説明をつけて報じた。
1月14日の「小学生挺身隊」記事を執筆したのは連合通信の金溶洙記者であったが、西岡力が12歳の少女が慰安婦になったという事実はないのになぜ報道したのかと質問すると、金記者は、富山県に動員された6人の児童が慰安所でなく工場に動員されたことは事実であるとして
と弁解した。この弁解で「小学生慰安婦」が根拠のないことが明らかになり、またその後、元挺身隊だった女性が名乗りでて報道が誤報であったことが判明する。
しかし、その後も「小学生慰安婦」について報道機関は謝罪することも修正することはなく「小学生や乳飲み子の母親までを連行して性の玩具にした」というイメージは韓国社会のなかで繰り返しテレビドラマなどで伝えられている。2010年代の米国や韓国などでの慰安婦の碑でも「少女」像が設置され、成人女性ではない「少女」のイメージが強調されている。
韓国の国史編纂委員会
1992年6月には韓国の国史編纂委員会史料調査委員会は、女子勤労挺身隊の大部分は慰安婦とされたと結論した。
国連報告書
1996年の国連報告書クマラスワミ報告には1942年までは、朝鮮人警察官が村へやってきて「女子挺身隊」を募集した。とあるが、日本内地で女子挺身勤労令が公布されたのは1944年8月であり、朝鮮では施行されていない。すなわち、朝鮮半島で女子挺身隊を徴用した事実はなく、徴募も1944年3月からであり、1942年の時点では行われてない。

## 近年

### 研究
1999年日本のアジア女性基金高崎宗司の研究では元慰安婦金福童らの証言は、女子勤労挺身隊として動員された他の人々の証言とのくいちがいが多く、挺身隊として動員されたとすれば、「それはそのようにだまされたということであって、集団的に軍慰安婦に充当されたり、軍慰安所に直結させられていたわけではなかった」とした。
歴史学者秦郁彦は1999年6月に刊行した『慰安婦と戦場の性』（新潮社）で、朝鮮人女子に対しては徴用令も女子挺身勤労令も発動されなかったが、官斡旋や自由募集で挺身隊に参加した女子もいたため朝鮮では「挺身隊に動員されると慰安婦にされる」というデマが流布したとした。このデマの存在は高崎宗司も事実と述べている。
また、韓国でも1994年に余舜珠が修士論文で慰安婦を女子勤労挺身隊の名目で動員したかどうかはもっと確認すべきであるとし、姜万吉も大学教授らさえもが従軍慰安婦を女子挺身隊と認識していた事実を重く見て事実確認を提起したが、韓国ではこの指摘は軽視された。
他方、韓国挺身隊研究会会長で社会学者の鄭鎮星は「女子勤労挺身隊制度こそが慰安婦連行の道具になった」としている。
尹明淑は2003年の著作で
と述べている。また、尹明淑によれば、当時の就職詐欺に朝鮮人・日本人の官憲が介入し「処女供出」を求め、「国のための勤労動員や挺身隊であると脅迫されて徴集されたり、逆に、挺身隊を逃れることができるという詐欺で徴集されたりした。軍慰安婦の徴集は挺身隊の名の下で行なわれた」と述べている。

### 運動団体
現在でも慰安婦問題を訴えている韓国の団体は「韓国挺身隊問題対策協議会」と名乗っており、慰安婦問題を扱う団体の名が「挺身隊」とされていることについて、未だに混同が残っているとして上述の高崎により疑義が呈されている。

## 年表
- 1937年（昭和12年）9月、国民精神総動員
- 1938年、国家総動員法制定。
- 1939年（昭和14年）7月、国民徴用令施行（朝鮮では1944年8月に施行）。同月に閣議決定された「昭和十四年度労務動員実施計画綱領」では「女子無業者」や新規小学校卒業者、移住朝鮮人（在日朝鮮人）などを「給源」と書かれた[3]。

1941年（昭和16年）
- 1941年（昭和16年）9月の「昭和十六年度労務動員実施計画ニ関スル件」では、未婚女子の動員を強化すると定められた[3]。
- 1941年11月22日、国民勤労報国協力令公布。14-40歳の男子以外に、14歳以上25歳未満の独身女性を対象とした勤労報国隊が編成、原則年間30日の奉仕が要求された[15]。
- 太平洋戦争開戦後、国民徴用令が実施されたが、女性への適用は見送られた[3]。

1942年(昭和17年)
1943年(昭和18年)
- 1943年(昭和18年)6月、国民勤労報国協力令改正、勤労報国隊は常時組織化され、無職の未婚女子に対して3-6ヶ月の勤労奉仕を要求した[3]。
- 1943年7月、厚生省や大政翼賛会中央協力会議で女子徴用論がおこった[3]。
- 1943年9月13日、次官会議「女子勤労動員ノ促進ニ関スル件」。14歳以上の未婚者女性を動員の対象とし、女子勤労挺身隊が自主的に結成されるようになった[3]。
- 1943年10月6日、厚生省は「無業の一般女子はなるべく挺身隊に出動すること」を地方長官宛に養成した[3]。
- 1943年10月8日、朝鮮総督府機関紙毎日新報夕刊が「有閑女子積極動員」、内地とおなじく女学校出身者のうち家事従事者を「実業方面」への動員計画が報道[3]。
- 1943年10月中旬、女子学習院同窓生が「常盤会勤労挺身隊」を結成、最初の女子勤労挺身隊[3]。最初に動員されたのは山脇高女卒業生挺身隊であり小西六(コニカ)に入社した[3]。
- 1943年11月24日、厚生省は学校単位で女子勤労挺身隊が結成させると発表した[3]。
- 1943年11月30日、大阪で挺身隊が動員[3]。
- 1943年12月、朝鮮総督府は労務課を設置し、「女子も決戦態勢で増産戦士として工場で働かせる」方針を決定[3]

1944年(昭和19年)
- 1944年1月23日、東條英機首相は「余裕のある女性の勤労逃れは許されない」と発言するとともに「女性の徴用を行わない」と発言した[3]。
- 1944年1月17日、京城府龍山で官斡旋の女子挺身隊「特別女子青年挺身隊」が結成（勤労挺身隊ではなかった[3]）。
- 1944年2月、国民職業能力申告令改正によって12歳以上が労働力とみなされるようになる。
- 1944年3月18日、女子挺身隊制度強化方策要綱閣議決定[29]。校長や女子青年団長、婦人会長によって挺身隊結成を強化することが確認され、労働省は「必要に応じ挺身隊組織により必要業務に協力すべきことを命じ得る」とした[3]。
- 1944年3月20日、朝鮮で平壌女子勤労挺身隊が軍需工場に2ヶ月間の期間限定で出動した[3]。
- 1944年4月 、朝鮮の慶尚南道隊100名が初めて日本内地に派遣され、静岡の東麻沼津工場に出動した[3]。
- 1944年6月15日、名古屋の三菱航空機道徳工場へ全羅南道隊150人、大江工場に忠清南道150人の半島女子勤労挺身隊が動員された[3]。
- 1944年8月22日に勅令第519号女子挺身勤労令公布[32]、即日施行[3]。学徒動員令も同時施行。14歳から40歳までの女性によってなる女子挺身隊は、勤労奉仕(雇用関係無し)から集団就職(雇用関係有り)という形に移行し、健康保険法や厚生年金保険法などの法定扶助を受けることができることとなった[34]。
- 1944年8月26、27日の毎日新報では女子挺身勤労令が朝鮮でも実施されると報道された[3]。
- 1944年9月13日の写真週報では「これまで上流階級に多いなどといわれていたいわゆる挺身隊のれ」を「一掃」すると書かれ、さらに「適格者と認めた者に挺身勤労令書を交付する。これは男子の徴用令書と同様であり」、出動しない者があれば就業命令が発動され、違反した場合は国家総動員法によって1年以下の懲役また千円以下の罰金が処せられると初めて罰則規定が書かれた[3]。
- 1944年10月、朝鮮総督府が「国民徴用の解説」で女子挺身勤労令を朝鮮には適用しないと答弁[2]

1945年(昭和20年)
- 1945年3月6日、国民勤労動員令。国民徴用令、労務調整令、学校卒業者使用制限令、国民勤労報国協力令、女子挺身勤労令を一本化し、女子挺身隊も国民義勇隊として改組。